# Atatürk nemzetközi repülőtér

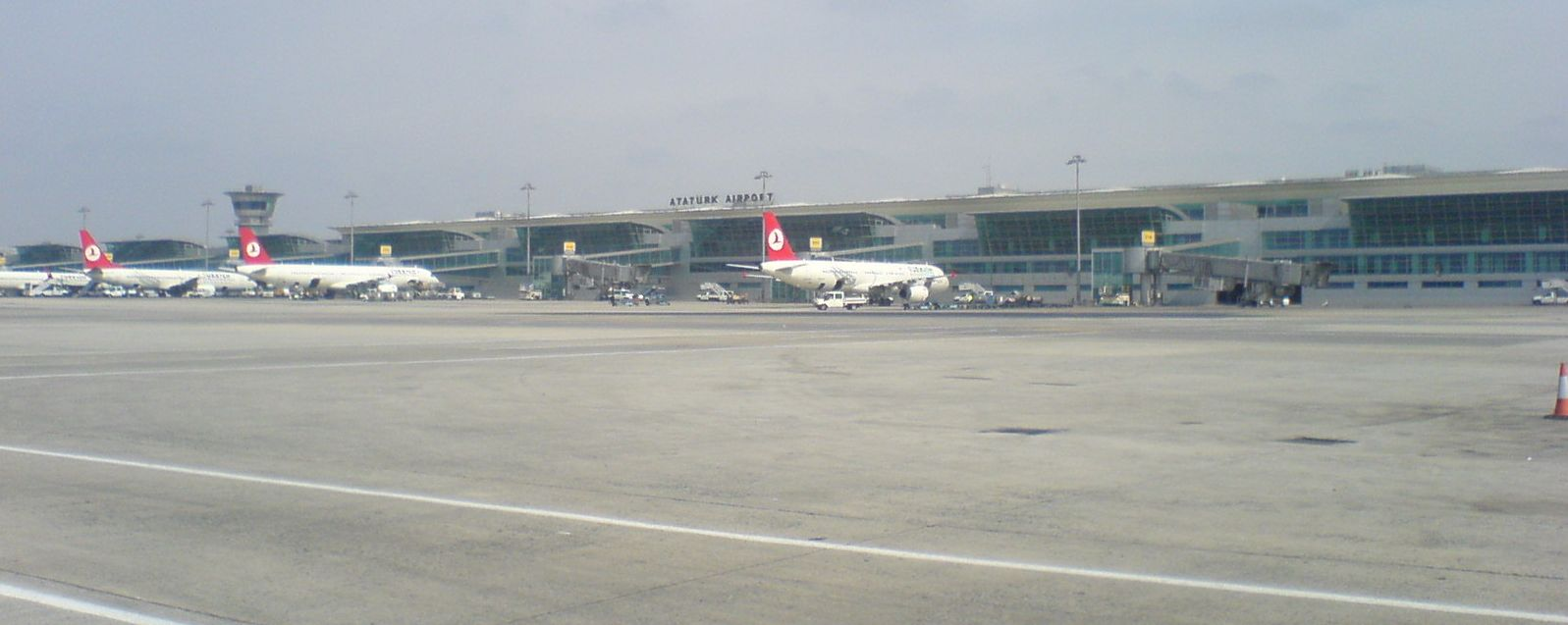
Az Atatürk reptér

Az Atatürk nemzetközi repülőtér (IATA: ISL, ICAO: LTBA), törökül Atatürk Havalimanı, Törökország legnagyobb nemzetközi repülőtere, mely Isztambul európai oldalán található Yeşilköyben, 15 kilométerre délnyugatra a városközponttól. A repülőteret a köztársaság megalapítójáról, Mustafa Kemal Atatürkről nevezték el.
A repülőtérnek két terminálja van, egy nemzetközi és egy belföldi. A nemzetközi terminált 2001-ben adták át, és a világ egyik legmodernebb termináljának tartják. Mielőtt megnyitották volna, a belföldi terminál látta el mind a belföldi, mind a külföldi forgalmat, emiatt a repülőtér túlzsúfolttá vált.
2000 januárja óta a Tepe-Akfen-Ventures (TAV) társaság működteti a repülőteret, akik 1998 óta több mint 600 millió dollárt fektettek a projektbe. 2005-ben a TAV szerződést kötött a török állammal, hogy 15,5 évig fogja üzemeltetni a repülőteret 3 milliárd dollárért, mely a legnagyobb összegű privatizáció volt az ország történelmében.
2017-ben 63,7 millió utast fogadott, ezzel a világ 14. és Európa 5. legforgalmasabb repülőtere lett.
Az Atatürk repülőtér megosztja a forgalmat a Sabiha Gökçen nemzetközi repülőtérrel, mely Isztambul ázsiai oldalán található. A két repülőtér azonban már nem volt képes ellátni a növekvő utasforgalmat, emiatt Isztambuli repülőtér néven új repülőtér nyílt a várostól északra; ezt 2018 végén nyitották meg és 2019 tavaszán költözött át oda az Atatürk teljes forgalma. 2019-ig az Atatürk repülőtér az IST IATA-kódot használta, az új repülőtér pedig ideiglenesen az ISL kódot; ezt megcserélték, mikor a forgalom az új repülőtérre költözött.
2004-ben több mint 573  ezer tonna teherszállítmányt fogadott, míg 2005-ben körülbelül 615  ezer tonnát.

## Forgalom
Az utasforgalom az elmúlt években az alábbi módon változott:
| Utasok száma | 23 196 229 | 28 553 132 | 32 143 819 | 37 394 694 | 51 297 790 | 56 695 166 | 60 415 470 | 63 859 785 | 16 072 534 |      |
|              | 2007       | 2008       | 2010       | 2011       | 2013       | 2014       | 2016       | 2017       | 2019       | 2020 |

## Légitársaságok és úticélok

### Utasszállító

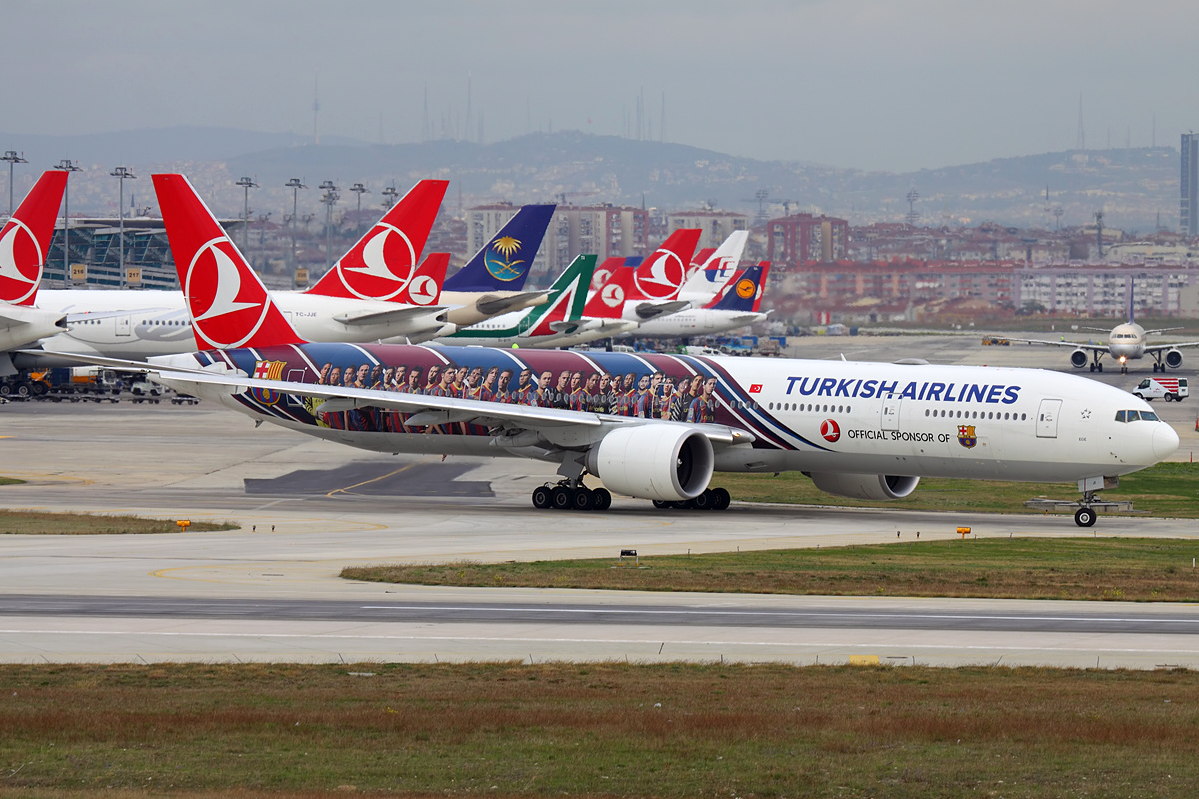
A Turkish Airlines a legnagyobb légitársaság, amely jelen van a reptéren

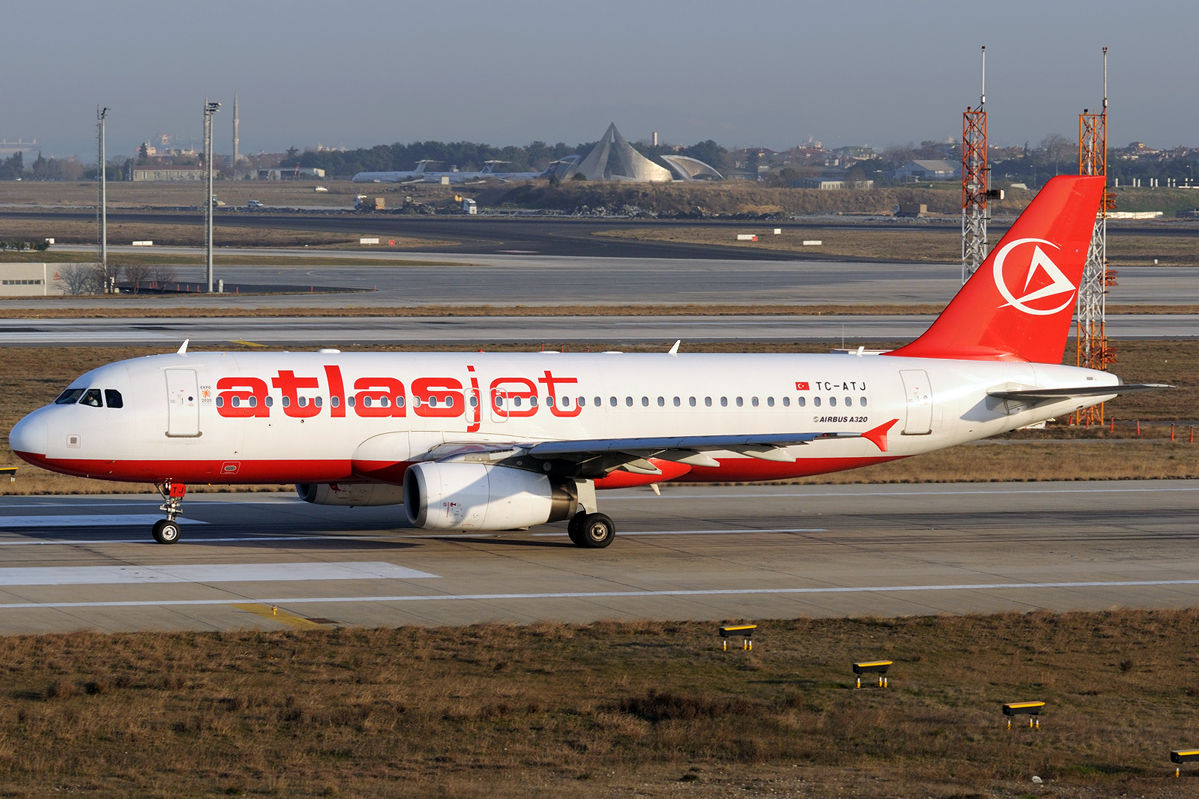
Az AtlasJet Airbus A320-200 gépe a reptéren

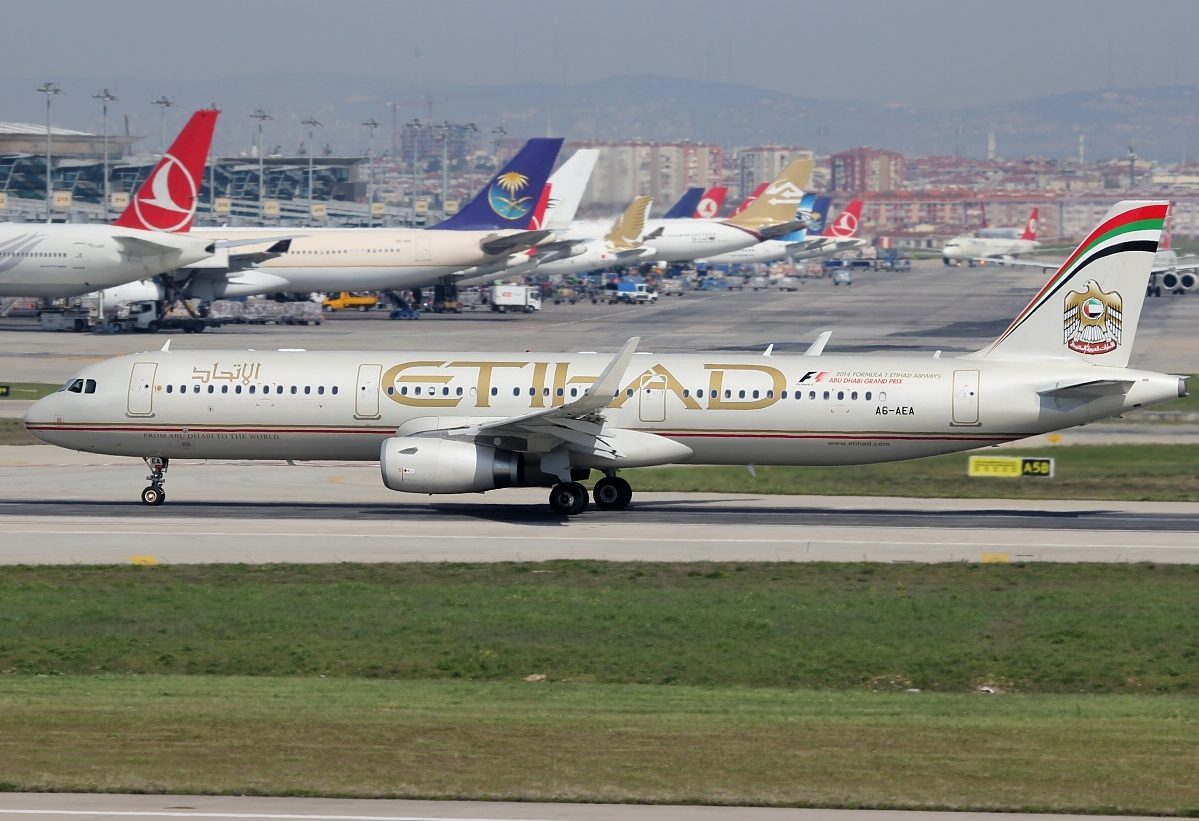
Az Etihad Airways Airbus A321-200 gépe

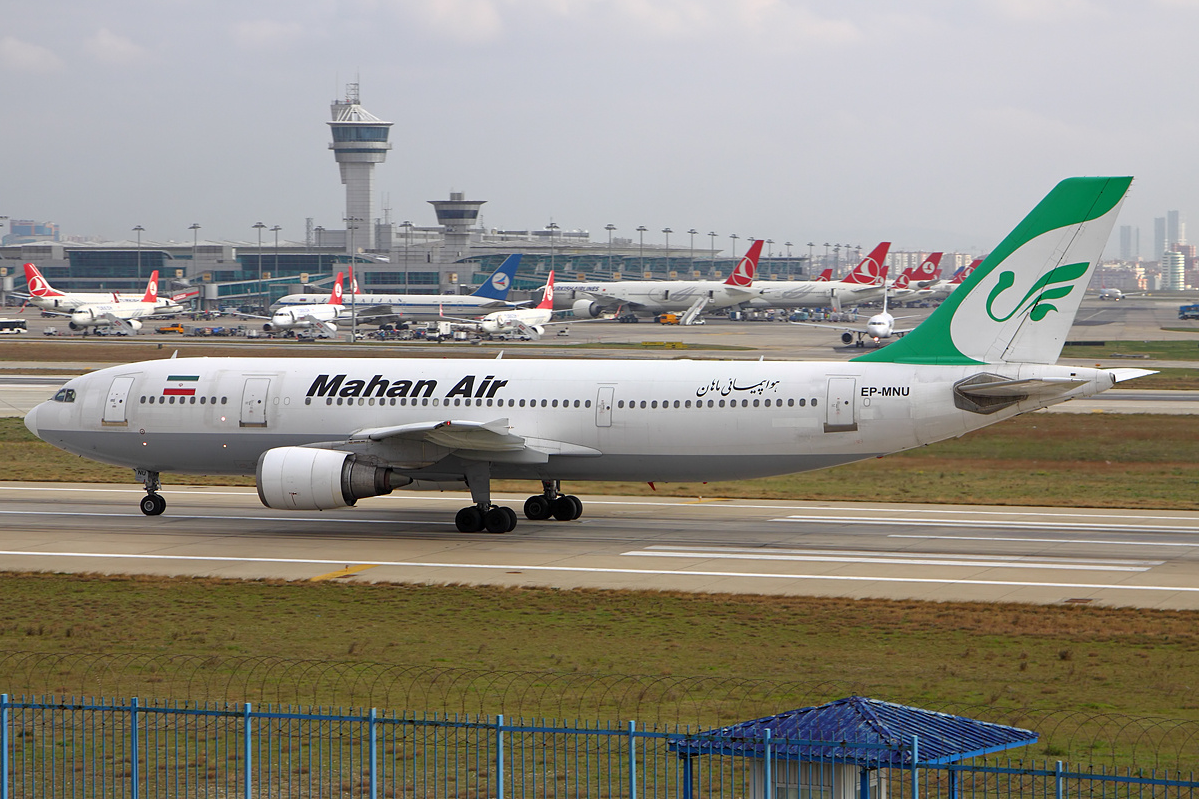
A Mahan Air Airbus A300B4-600R gépe

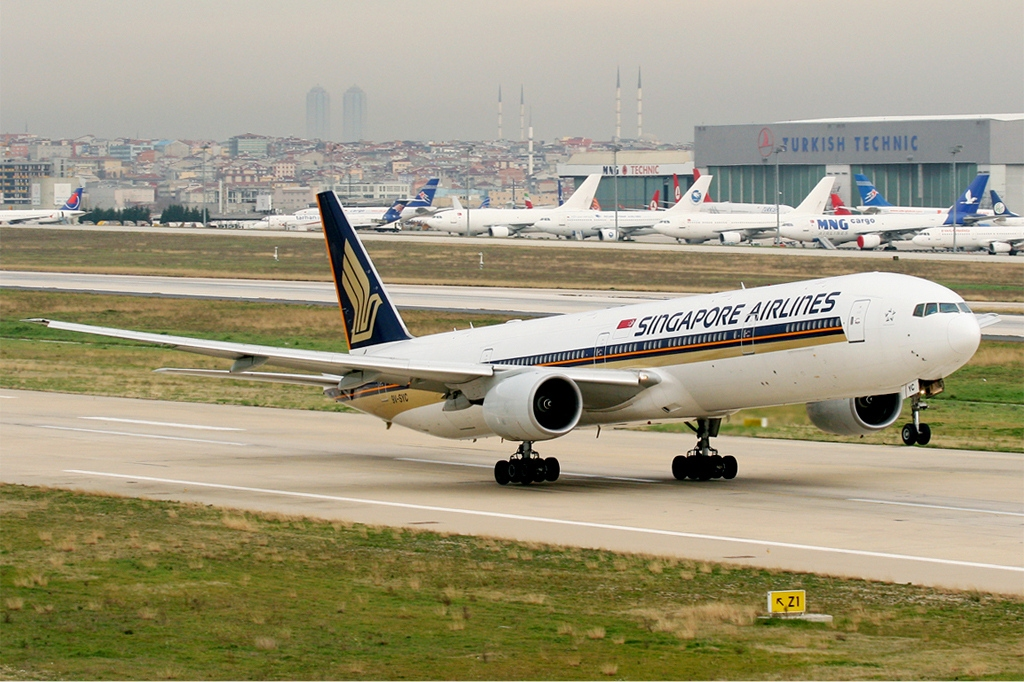
A Singapore Airlines Boeing 777-300 gépe indul az Atatürk reptérről

| Légitársaság                   | Célállomások | Terminál |
| ------------------------------ | --- | -------- |
| Adria Airways                  | Ljubljana | 2        |
| Aegean Airlines                | Athén | 2        |
| Aeroflot                       | Moszkva-Seremetyevo | 2        |
| Aeroflot (a Donavia működteti) | Rosztov-na-Donu, Szocsi | 2        |
| Aeroflot (a Rossiya működteti) | Szentpétervár | 2        |
| Afriqiyah Airways              | Tripoli (felfüggesztve)[forrás?] | 2        |
| Air Algérie                    | Algír, Annaba, Kaszentína, Oran | 2        |
| Air Astana                     | Almati, Asztana, Atirau, Aktau | 2        |
| Air Bishkek                    | Biskek[forrás?] | 2        |
| Air Canada                     | Toronto-Pearson | 2        |
| Air France                     | Paris-Charles de Gaulle, Paris-Orly szezonális: Marseille | 2        |
| Air Moldova                    | Chişinău | 2        |
| Air Serbia                     | Belgrád | 2        |
| Alitalia                       | Róma-Fiumicino | 2        |
| Ariana Afghan Airlines         | Kabul | 2        |
| Asiana Airlines                | Szöul-Incheon | 2        |
| Ata Airlines                   | Tabriz | 2        |
| AtlasGlobal                    | Adana, Antalya, Bodrum, Dalaman, Edremit, Gaziantep, Izmir, Kayseri | 1        |
| AtlasGlobal                    | Amszterdam, Biskek, Köln–Bonn, Düsseldorf, Erbil, Ercan, Dzsidda, Kalinyingrád (2015. szeptember 2-án indul), London-Luton, Párizs-Charles de Gaulle, Teherán, Tbiliszi, Sardzsa, Sarm es-Sejk, Szulejmánijja, szezonális: Pristina, Szarajevó | 2        |
| AtlasGlobal UA                 | Harkiv Lviv (2015. augusztus 31-én indul), Zaporizsia | 2        |
| Azerbaijan Airlines            | Baku | 2        |
| Belavia                        | Minszk-Nemzeti | 2        |
| British Airways                | London-Heathrow | 2        |
| Buraq Air                      | Benghazi, Tripoli (felfüggesztve)[forrás?] | 2        |
| Caspian Airlines               | Teherán | 2        |
| China Southern Airlines        | Ürümqi | 2        |
| Delta Air Lines                | szezonális: New York-JFK | 2        |
| Dniproavia                     | Dnyipropetrovszk | 2        |
| EgyptAir                       | Kairó | 2        |
| Emirates                       | Dubaji nemzetközi | 2        |
| Etihad Airways                 | Abu Dhabi | 2        |
| Gulf Air                       | Bahrain, Kuvaitváros | 2        |
| Iberia                         | Madrid | 2        |
| Iran Air                       | Tabriz, Teherán | 2        |
| Iraqi Airways                  | Bagdad, Baszra, Erbil | 2        |
| Jazeera Airways                | Kuvaitváros | 2        |
| Jetairfly                      | Brüsszel, Charleroi | 2        |
| KLM                            | Amszterdam | 2        |
| Korean Air                     | Szöul-Incheon | 2        |
| Kuwait Airways                 | Kuvaitváros | 2        |
| Libyan Airlines                | Bajda, Benghazi, Tripoli (felfüggesztve)[forrás?] | 2        |
| LOT                            | Varsó-Chopin | 2        |
| Lufthansa                      | Frankfurt szezonális: München | 2        |
| Mahan Air                      | Iszfahán, Teherán | 2        |
| Meraj Airlines                 | Teherán, Mashhad | 2        |
| Middle East Airlines           | Bejrút | 2        |
| Onur Air                       | Adana, Antalya, Alanya (Gazipaşa), Bodrum, Dalaman, Diyarbakır, Elazığ, Erzurum, Gaziantep, Izmir, Malatya, Samsun, Trabzon | 1        |
| Onur Air                       | Amszterdam, Berlin-Tegel, Düsseldorf, Ercan, Frankfurt, Odessa, Párizs-Charles de Gaulle, Stuttgart, Bécs | 2        |
| Pegasus Airlines               | Izmir | 1        |
| Qatar Airways                  | Doha | 2        |
| Qeshm Airlines                 | Teherán | 2        |
| Royal Air Maroc                | Casablanca | 2        |
| Royal Jordanian                | Amman-Alia | 2        |
| Saudia                         | Dammam, Dzsidda, Medina, Rijád | 2        |
| SCAT                           | Aktau, Karaganda, Simkent | 2        |
| Singapore Airlines             | Szingapúr | 2        |
| Somon Air                      | Dusanbe | 2        |
| Swiss International Air Lines  | Zürich | 2        |
| Tajik Air                      | Dusanbe | 2        |
| TAROM                          | Bukarest | 2        |
| Transaero Airlines             | Moszkva-Vnukovo | 2        |
| Tunisair                       | Tunisz | 2        |
| Turkish Airlines               | Adana, Adıyaman, Ağrı, Alanya, Ankara, Antalya, Batman, Bingöl, Bodrum, Çanakkale, Dalaman, Denizli, Diyarbakir, Elazığ, Erzincan, Erzurum, Gaziantep, Hakkari, Hatay, Iğdır, Izmir, Kahramanmaraş, Kars, Kastamonu, Kayseri, Konya, Kütahya, Malatya, Mardin, Merzifon, Muş, Nevşehir, Ordu-Giresun, Samsun, Şanlıurfa, Şırnak, Sinop, Sivas, Trabzon, Van | 1        |
| Turkish Airlines               | Aalborg, Abidjan, Abu Dhabi, Abuja, Accra, Addisz-Abeba, Aden (felfüggesztve), Ahvaz, Alexandria, Algír, Almaty, Amman, Amszterdam, Aqaba, Aşgabat, Aszmara, Asztana, Asztrahán, Athén, Atlanta (2016. május 16-tól), Bagdad, Bahrein, Baku, Bamako, Bangkok-Suvarnabhumi, Barcelona, Bari, Basel/Mulhouse, Baszra, Batna, Batumi, Peking-Főváros, Bejrút, Belgrád, Berlin-Tegel, Bilbao, Billund, Birmingham, Biskek, Bologna, Bordeaux, Boston, Bréma, Brüsszel, Bukarest, Budapest, Buenos Aires-Ezeiza, Kairó, Fokváros, Casablanca, Catania, Chicago-O’Hare, Chişinău, Köln/Bonn, Colombo, Constanța, Kaszentína, Koppenhága, Cotonou, Dakar, Dammam, Dar esz-Szalaam, Delhi, Dhaka, Dzsibuti, Dnyipropetrovszk, Doha, Douala, Dubaji nemzetközi, Dublin, Dusanbe, Düsseldorf, Edinburgh, Entebbe/Kampala, Erbil, Frankfurt, Friedrichshafen, Ganja, Gassim, Genf, Genoa, Göteborg Landvetter repülőtér, Graz, Guangzhou, Hamburg, Hannover, Helsinki, Ho Si Minh-város, Hongkong, Houston-Intercontinental, Hurghada, Iszfahán, Iszlámábád, Jakarta-Soekarno Hatta, Dzsidda, Johannesburg-O. R. Tambo, Kabul, Kano, Karachi, Karlsruhe/Baden Baden, Kathmandu, Kazany, Kermánsah, Khartúm, Kherson, Khujand, Kijev-Boryspil, Kigali, Kilimandzsáró, Kinshasa-N'djili, Kuala Lumpur, Kuvait, Lagos, Lahore, Lipcse/Halle, Libreville, Lisszabon, Ljubljana, London-Gatwick, London-Heathrow, Los Angeles, Luxemburg, Lviv, Lyon, Madrid, Málaga, Malé, Málta, Manchester, Manila, Maputo (2015. október 28-tól), Marseille, Mashad, Mazar-i-Sharif, Medina, Milánó-Malpensa, Miami (újraindul 2015. október 25-én), Minszk-Nemzeti, Misrata, Mogadishu, Mombasa, Montréal–Trudeau, Moszkva-Vnukovo, Mumbai, München, Maszkat, Münster/Osnabrück, N'Djamena, Nairobi, Najaf, Nakhchivan, Nápoly, New York-JFK, Niamey, Nizza, Nicosia (ÉC), Nouakchott, Novoszibirszk, Nürnberg, Odessza, Oran, Oszaka-Kanszai, Osh, Oslo-Gardermoen, Ouagadougou, Párizs-Charles de Gaulle, Pisa, Podgorica, Porto, Prága, Pristina, Riga, Rijád, Róma-Fiumicino, Rosztov-na-Donu, Rotterdam/Hága, Szentpétervár, Salzburg, San Francisco, Sana'a (felfüggesztve), Santiago de Compostela, Szarajevó, Szöul-Incheon, Sanghaj-Putung, Sarm es-Sejk, Siráz, Szingapúr, Szkopje, Szocsi, Szófia, Sztavropol, Stockholm-Arlanda, Stuttgart, Szulejmánijja, São Paulo–Guarulhos, Tabriz, Ta'if, Tajpej, Tallinn, Taskent, Tbiliszi, Teherán, Tel Aviv-Ben Gurion, Thesszaloniki, Tirana, Tlemcen, Tokió-Narita, Toronto-Pearson, Toulouse, Tunisz, Torino, Ufa, Ulánbátor, Valencia, Várna, Velence-Marco Polo, Bécs, Vilnius, Varsó-Chopin, Washington-Dulles, Yanbu, Yaoundé, Jekatyerinburg, Zágráb, Zürich | 2        |
| Turkmenistan Airlines          | Aşgabat, Türkménbasi | 2        |
| Ukraine International Airlines | Kijev-Boriszpil, Odessza | 2        |
| Uzbekistan Airlines            | Taskent | 2        |
| Yakutia Airlines               | Krasznodar | 2        |
| Yemenia                        | Sana'a |          |
| Zagros Airlines                | Teherán | 2        |
| Zagrosjet                      | Erbil | 2        |

### Charterjáratok
| Légitársaság      | Célállomások | Terminal |
| ----------------- | --- | -------- |
| Azmar Airlines    | Szulejmánijja[forrás?] | 2        |
| Corendon Airlines | Amszterdam, Teherán[forrás?] | 2        |
| Freebird Airlines | szezonális: Amszterdam, Barcelona, Belgrád, Berlin-Tegel, Brüsszel, Budapest, Köln/Bonn, Dortmund, Düsseldorf, Frankfurt, Hamburg, Lyon, Madrid, Málaga, Marseille, Milánó-Malpensa, München, Nantes, Oslo-Gardermoen, Paris-Charles de Gaulle, Prága, Sevilla, Stockholm-Arlanda, Stuttgart, Toulouse, Bécs, Zürich[forrás?] | 2        |
| I-Fly             | Moszkva-Vnukovo[forrás?] | 2        |

### Cargo
| Légitársaság                         | Célállomások |
| ------------------------------------ | --- |
| Air Algérie Cargo                    | Algír |
| Air France Cargo                     | Párizs-Charles de Gaulle |
| DHL Aviation működtető: MNG Airlines | Lipcse/Halle |
| EgyptAir Cargo                       | Kairó |
| FedEx                                | Párizs-Charles de Gaulle |
| Hong Kong Airlines                   | Almaty, Hongkong, Újdelhi |
| Iran Air Cargo                       | Teherán |
| Lufthansa Cargo                      | Frankfurt |
| MNG Airlines                         | Almaty, Köln/Bonn, Hahn, London–Lutoni repülőtér, Párizs-Charles de Gaulle, Tripoli-Mitiga, München |
| MyCargo Airlines                     | Bahrein, Hongkong, Lahore, New York-JFK, Szingapúr, Tallinn |
| Royal Jordanian Cargo                | Ammán |
| Qatar Airways Cargo                  | Doha |
| Silk Way Airlines                    | Baku |
| TNT Airways                          | Liège |
| Turkish Airlines Cargo               | Accra, Algír, Almaty, Amman, Ashgabat, Astana, Atlanta, Baku, Bangkok, Beirut, Belgrád, Bishkek, Budapest, Kairó, Casablanca, Chicago-O’Hare, Delhi, Dhaka, Dubai-Al Maktoum, Entebbe, Erbil, Frankfurt, Guangzhou, Helsinki, Hong Kong, Hyderabad, Islamabad, Karachi, Khartoum, Kiev-Boryspil, Lagos, Maastricht, Madrid, Milánó-Malpensa, Minsk-National, Misrata, Mumbai, Nairobi, Szarajevo, Szöul, Sanghaj-Putung, Shannon, Szingapúr, Stockholm, Taskent, Tbilisi, Teherán, Tel Aviv, Tunisz, Bécs, Zürich |
| ULS Airlines Cargo                   | Peking, Hong Kong, Kiev-Boryspil, Manila, Manston, Sanghaj-Putung |
| United Parcel Service                | Algír, Köln/Bonn, Newark, Shenzhen |
| Uzbekistan Airways Cargo             | Taskent |